# Phyllogomphoides camposi
Phyllogomphoides camposi är en trollsländeart som först beskrevs av Philip Powell Calvert 1909.  Phyllogomphoides camposi ingår i släktet Phyllogomphoides och familjen flodtrollsländor. Inga underarter finns listade i Catalogue of Life.